# امگا ارابه‌ران
امگا ارابه‌ران یک ستاره است که در صورت فلکی ارابه‌ران قرار دارد.